# (12734) Haruna
(12734) Haruna est un astéroïde de la ceinture principale.

## Description
(12734) Haruna est un astéroïde de la ceinture principale. Il fut découvert le 29 octobre 1991 à Kitami par Atsushi Takahashi et Kazuro Watanabe. Il présente une orbite caractérisée par un demi-grand axe de 2,42 UA, une excentricité de 0,19 et une inclinaison de 13,4° par rapport à l'écliptique.

## Compléments